# Чиалео, Франческо Бенедетто
Франческо Бенедтто Чиалео (итал. Francesco Benedetto Cialeo OP; 3 июля 1901, Италия — 4 января 1985, Фейсалабад, Пакистан) — католический прелат, ординарий епархии Лиаллпура, член монашеского ордена доминиканцев.

## Биография
Франческо Бенедетто Чиалео родился 3 июля 1901 года в Италии. После получения среднего образования вступил в доминиканский монастырь. 19 апреля 1924 года был рукоположён в священника.
15 января 1937 года Римский папа Пий XI назначил Франческо Бенедетто Чиалео префектом апостольской префектуры Мултана. 20 июля 1939 года апостольская префектура Мултана была преобразована в епархию Мултана и Франческо Бенедетто Чиалео был назначен ординарием этой епархии. 20 октября 1939 года Франческо Бенедетто Чиалео был рукоположён в епископа.
В 1964 году Франческо Бенедетто Чиалео принимал участие в I, II, III и IV сессиях II Ватиканского собора.
13 апреля 1960 года Франческо Бенедетто был назначен епископом Лиаллпура. 8 сентября 1976 года Франческо Бенедетто Чиалео подал в отставку.
Умер 4 января 1985 года в Фейсалабаде.